# Бартунов, Олег Сергеевич
Бартуно́в, Оле́г Серге́евич (9 сентября 1959 года, Элиста, РСФСР, СССР) — российский учёный-астроном, программист, сооснователь и генеральный директор компании Постгрес Профессиональный (Postgres Pro), ведущий разработчик (Major Contributor) СУБД PostgreSQL. Член сообщества PostgreSQL Foundation. Создатель астрономического сайта Astronet.ru. Почётный доктор СибГУ имени академика М. Ф. Решетнёва.

## Биография
В 1982 году окончил обучение на физическом факультете МГУ, получив диплом по специальности «Астрономия». В этом же году начал работать научным сотрудником в отделе эмиссионных звёзд и галактик Государственного астрономического института им. П. К. Штернберга, в котором продолжает работать по состоянию на февраль 2022 года.
В 1999—2002 гг. — заместитель директора департамента Research & Development Rambler.ru.
В 2015 году вместе с тремя коллегами и инвестором стал соучредителем компании «Постгрес Профессиональный», предназначенной для развития собственного дистрибутива PostgreSQL — Postgres Pro, в которой занял пост генерального директора.

## Научная деятельность и признание
- Член ACM с 2003 года.
- Член программного комитета конференций PGconf.Nepal 2018 и PGConf.Russia 2018, председатель программного комитета PGConf.Russia 2015, 2016.
- 90 докладов на конференциях
- Почётный доктор СибГУ имени академика М. Ф. Решетнёва с 2020 года.
- Награждался Почётной грамотой науки и высшего образования Российской Федерации (2020) и премией Highload++ (2018)[2].

Научные интересы Бартунова относятся к численным моделям взрывов сверхновых, статистическому сравнению свойств сверхновых звёзд разных типов с характеристиками их хозяйских галактик и применению информационных технологий в астрономии..

## Семья и увлечения
Женат, пятеро детей. Увлечения — бег на длинные дистанции, астрономия, фотография, горный туризм, волейбол. Олег также поддерживает развитие калмыцкого языка и культуры, например — создание электронного корпуса калмыцкого языка.